# راگنار لودبروک

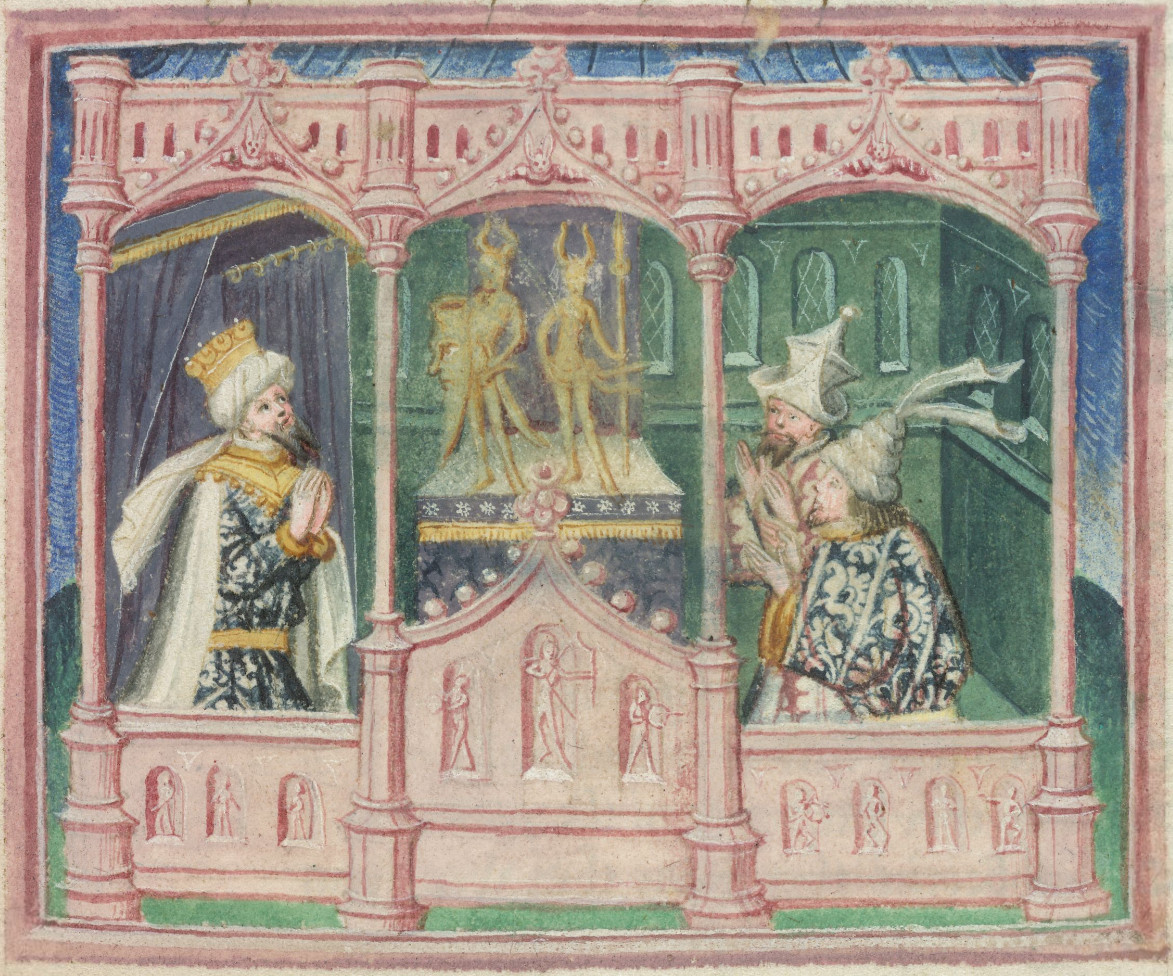
لوثبروکوس و پسرانش ایوار و اوبا. مینیاتور قرن پانزدهم میلادی در هارلی MS 2278، فولیو 39r.

راگنار لودبروک (ایسلندی مدرن: Ragnar Loðbrókُ) یک شخصیت تاریخی-افسانه‌ای وایکینگ می‌باشد، وی همچنین با استناد به کتاب کهن تاریخ دانمارک، گستا دانوروم، پادشاه افسانه‌ای دانمارک و سوئد بوده. درستی داستان‌های گفته‌شده پیرامون او و اساساً وجود داشتن یا نداشتنش از دید کهن‌نگاری مورد تردید است. منابع به احتمال قوی وجود او را ثابت می‌کنند اگرچه با استناد به سرگذشت‌نامه‌های ایسلندی وایکینگ‌ها، چنان بنظر می‌رسد که روایت‌های پیرامون راگنار احتمالا بر پایه اقدامات بیش از یک شخصیت واقعی باشند و در واقع حماسه راگنار از تلفیق شخصیت‌های مختلف تاریخی و ادبی به دست آمده باشد.
آوازه راگنار برآمده از اشعار نورسای قدیم عصر وایکینگ‌ها، سرگذشت‌نامه ایسلندی و دوران نزدیک به معاصر می‌باشد. بر پایه ادبیات سنتی، راگنار نام‌آوری خود را وام‌دار تاخت‌وتازهای بسیاریست که علیه جزایر بریتانیا ، شارلمانی فرانسه و امپراتوری مقدس روم ترتیب داد و بدین‌گونه در قرن نهم میلادی سرشناس گردید. به گفته سرگذشت‌نامه‌ها، پدر راگنار لودبروک پادشاه سوئد، سیگارد رینگ بود.

## داستان‌ها

### افسانه‌های ایسلندی
بر پایه حماسه راگنار لودبروک آن هم با استناد به منابعی چون: داستان پسران راگنار، هاییمسکرینگلا، سرگذشت‌نامه هرووار، ساگوبروت و بسیاری دیگر از منابع ایسلندی، راگنار فرزند پادشاه سوئد سیگارد رینگ بود. تقریباً تمامی سرگذشت‌نامه‌ها پذیرفته‌اند که پادشاه دانمارک راندور، پدر سیگارد بوده، بر پایه سرگذشت‌نامه هروارار همسر سیگارد رینگ آسا نام داشته، دختر شاه هارالد سبیل قرمز از نروژ. همچنین، روایات اذعان دارند که به بیان دخترش آیود، راندور نوه پادشاه افسانه ای اسکاندیناوی آیوار ویدفمن بوده‌است. (کسی که سرگذشت‌نامه هروارار او را آلفیلد نام می‌دهد) پس از مرگ شاه آیوار ویدفام، پسر ارشد آئود، توسط پادشاه دانمارکی هرورک رینگسلینگر، هارالد، تمام قلمرو پدربزرگش را فتح نمود و خود را زیر نام هارالد وارتوث به دیگران شناساند. خواهرزاده هارالد، سیگورد رینگ، پس از مرگ رندور، پادشاه سوئد، (یا شاید دانمارک، طبق سرگذشت‌نامه هروارار) گردید، احتمالاً به عنوان فرمانروایی زیر نظر یک پادشاهی. سیگاورد و هارالد در نبرد (برالاوالا) در دشتهای اشترگاتلند جنگیدند، جنگی که هارالد در آن بسیاری از مردانش را از دست داد. پس از آن سیگارد بر دانمارک و سوئد حکمرانی کرد. او در کنار شاهدخت نروژی با تباری از مردم نیمه اسطوره ای آلفار به نام آلفیلد صاحب فرزندی به نام راگنار لادبروک گشت، راگنار بعدتر جانشین او شد. اویستین بیلی که به گفته هروارار پسر هارالد وارتوت بود، مدتی پس از سیگارد سوئد را فرمانروایی کرد تا اینکه توسط پسران راگنار و آسلاگ کشته شد.
بر پایه کتاب تاریخی دانمارک، گتسا دانوروم، مرگ راگنار توسط پادشاه آنگلوساکسون، آلا نورتومبریا، رقم خورد، وی پس از اسیر کردن راگنار او را در گودالی پر از مار انداخت.

## منابع و دقت تاریخی

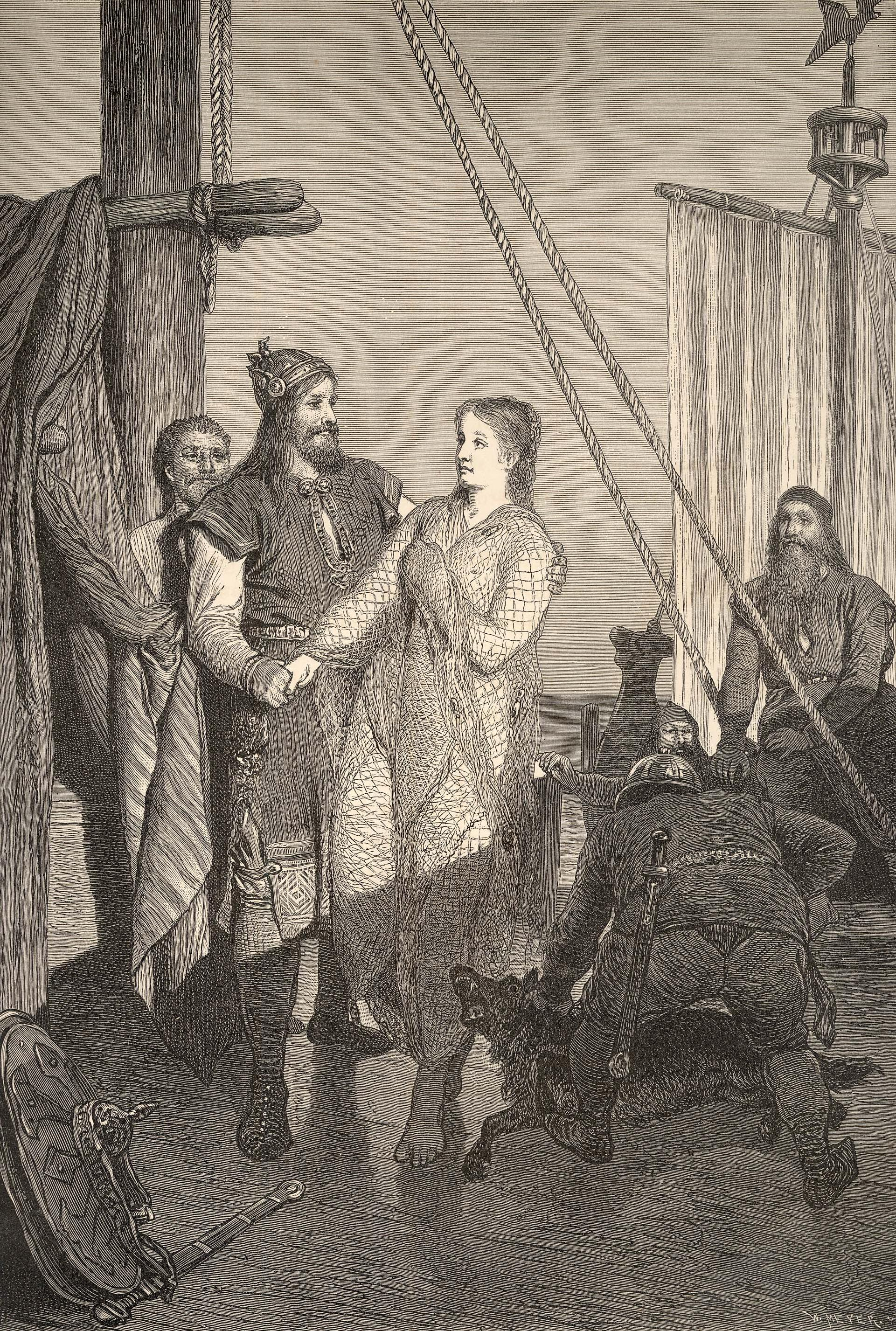
راگنار آسلاگ را دریافت می‌کند، چنان‌که آگوست مالم استورم به تصور می‌کشد.